# Montaut, Haute-Garonne

Montaut este o comună în departamentul Haute-Garonne din sudul Franței. În 2009 avea o populație de 507 de locuitori.

## Evoluția populației
| An        | 1975 | 1982 | 1990 | 1999 | 2006 | 2009 |
| --------- | ---- | ---- | ---- | ---- | ---- | ---- |
| Populație | 316  | 362  | 374  | 440  | 485  | 507  |